# 北方褐吼猴
北方褐吼猴（学名：Alouatta guariba guariba）是蜘蛛猴科吼猴属褐吼猴的一个亚种，主要生活在巴西热基蒂尼奥尼亚河附近且目前已发现的个体不到250只，被国际自然保护联盟列为极危物种。 该物种以果实和叶子为食，并优先进食比成熟叶子更易于消化的幼嫩叶片。在山坡地形里觅食比在山谷里觅食需要消耗更多的能量。

## 分布
北方褐吼猴是巴西米纳斯吉拉斯州和巴伊亚州南部的特有种，其分布范围从大西洋沿岸延伸到北部的里奥帕尔杜和阿瓜斯－韦梅利亚斯，以及西部和南部的热基蒂尼奥尼亚河和维尔任－达拉帕一带，主要由沿海热带雨林带的内陆范围划定。虽然它们主要生活在原始树林的树冠中，但也能适应次生林和其他受到干扰的生态环境中。该物种也可能出现在圣埃斯皮里图省的北部，在过去其分布可能更加广泛。
北方褐吼猴也生活在几个保护区中，比如巴西米纳斯吉拉斯州Mata Escura生物保护区，在那里还发现了极度濒危的北绒毛蛛猴（学名：Brachyteles hypoxanthus）和濒临灭绝的金腹卷尾猴（学名：Sapajus xanthosternos）。然而，该保护区靠近农村定居点，易受到非法采伐、狩猎和火灾的影响。它们也可能出现在其他的保护区内不过尚未确定，因为该亚种在南部的分布范围并不清楚。

## 习性
北方褐吼猴以其能够发出响亮的吼叫声而闻名，至少可以在1.6公里（约1.0英里）的范围内听到。它们以具有社会性的小型群体的形式生活在树冠中，雄性比雌性体型大，长尾可以卷曲，靠近末端的下侧没有毛发覆盖，在进食时可以用尾巴挂起来。 该物种的食谱主要是各种树木、灌木和藤本植物的叶子和果实，尤其是无花果属、花椒属和番樱桃属等植物较受欢迎，不过它们的食物范围较广， 还可进食植物的茎、芽、花、种子以及一些苔藓植物。

## 现状
国际自然保护联盟已评估过该物种的保护状况并将其列为极危物种，这是因为它们的活动范围有限并且人类活动影响了它们的森林家园；人类为开辟动物养殖场而进行的伐木使得森林面积缩减，一些动物被猎杀以获取肉食，而栖息地也因火灾等原因进一步退化。该物种的总数可能少于250只，且成熟个体的数量可能少于50只。